# Ořešákovité
Ořešákovité (Juglandaceae) je čeleď vyšších dvouděložných rostlin z řádu bukotvaré (Fagales). Jsou to povětšině opadavé stromy se zpeřenými střídavými listy, rostoucí v Eurasii a Severní Americe. Některé druhy poskytují jedlé ořechy a také ceněné dřevo. Jsou využívány i jako okrasné dřeviny.

## Charakteristika
Ořešákovité jsou jednodomé, řidčeji dvoudomé opadavé stromy se střídavými nebo vstřícnými složenými aromatickými listy bez palistů nebo výjimečně (Rhoiptelea) s drobnými opadavými palisty. Tropické druhy jsou nezřídka stálezelené. Pouze výjimečně jsou to keře. Listy jsou lichozpeřené, sudozpeřené nebo trojčetné nebo výjimečně jednoduché. Lístky jsou na okraji pilovité nebo celokrajné.
Květy jsou nenápadné, v jednopohlavných převislých nebo vzpřímených jehnědách, vyrůstajících na zkrácených větévkách na loňských větvích nebo při bázi nových výmladků.
Květy jsou podepřeny celokrajným nebo trojlaločným listenem, někdy jsou přítomny i 2 až 3 listence. Okvětí je v počtu až 4 okvětních plátků nebo chybí. Samčí květy obsahují 3 až mnoho tyčinek. Tyčinky jsou přirostlé k češuli, volné nebo srostlé na bázi, s krátkými nitkami nebo s prašníky přisedlými. Semeník samičích květů je spodní, srostlý ze 2 plodolistů, s jedinou komůrkou, pouze na bázi často rozdělený do 2 až 4 komůrek. Každý plodolist obsahuje jediné vajíčko. Čnělka je jedna, se 2 bliznami na vrcholu, výjimečně (Rhoiptelea) jsou čnělky 2. Plodem je oříšek připomínající často peckovici, u některých zástupců s různě tvarovaným křídlem. Semena jsou jednotlivá, bez endospermu a s olejnatým embryem. Kožovitá slupka obklopující plody ořešáků a ořechovců se formuje ze zdužnatělého okvětí a listenů.

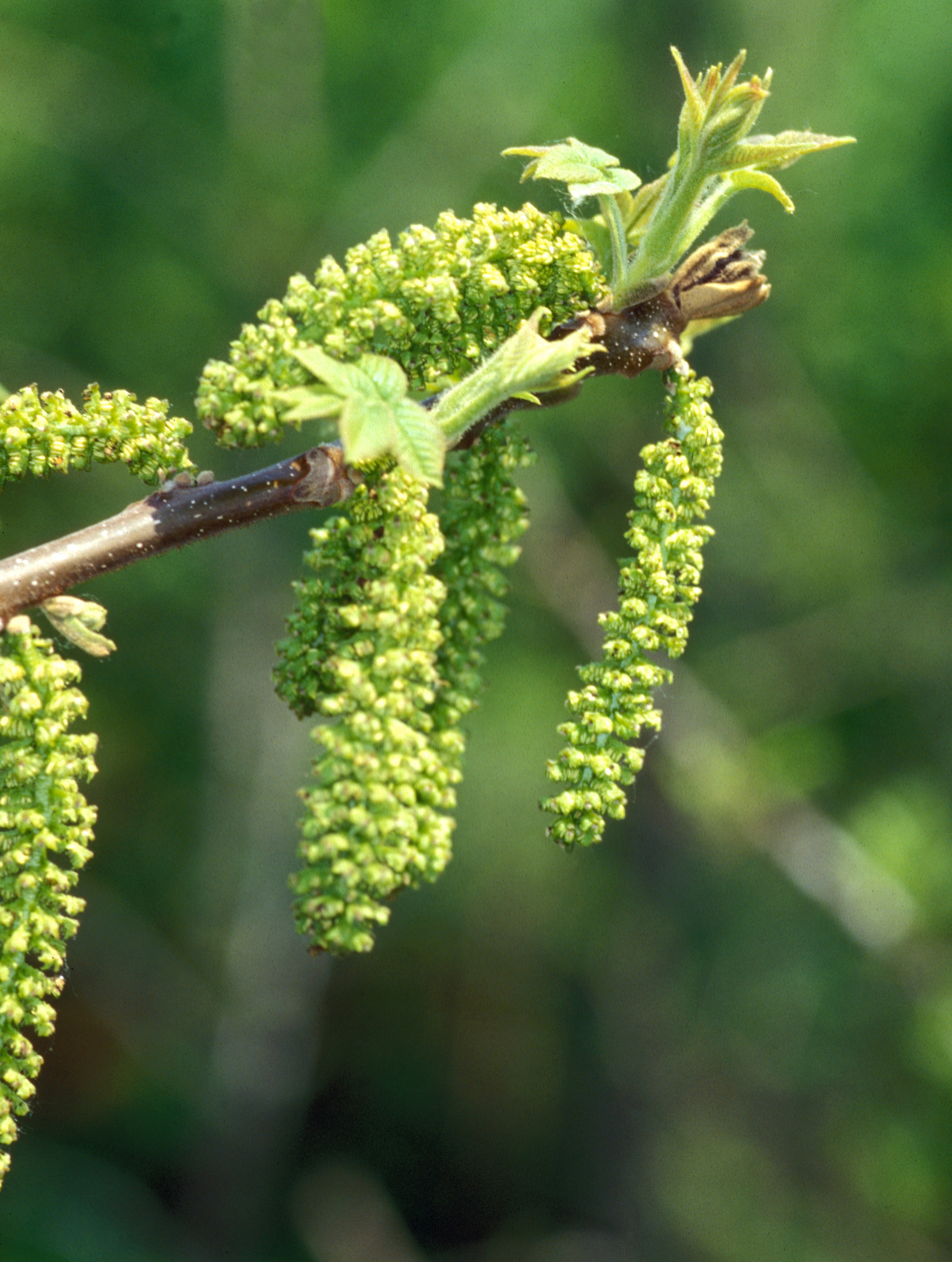
Samčí květenství ořešáku popelavého (Juglans cinerea)
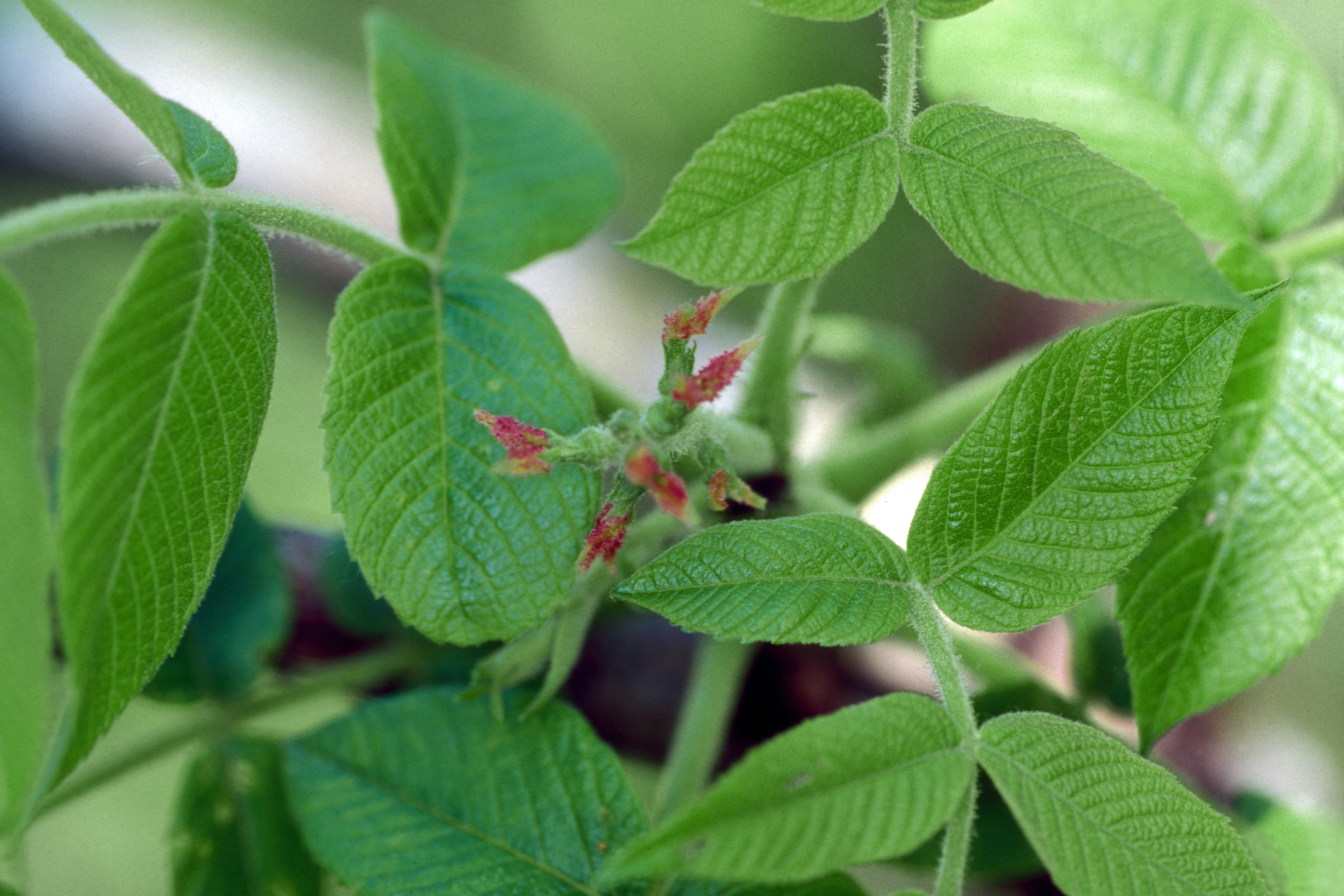
Samičí květenství ořešáku popelavého (Juglans cinerea)
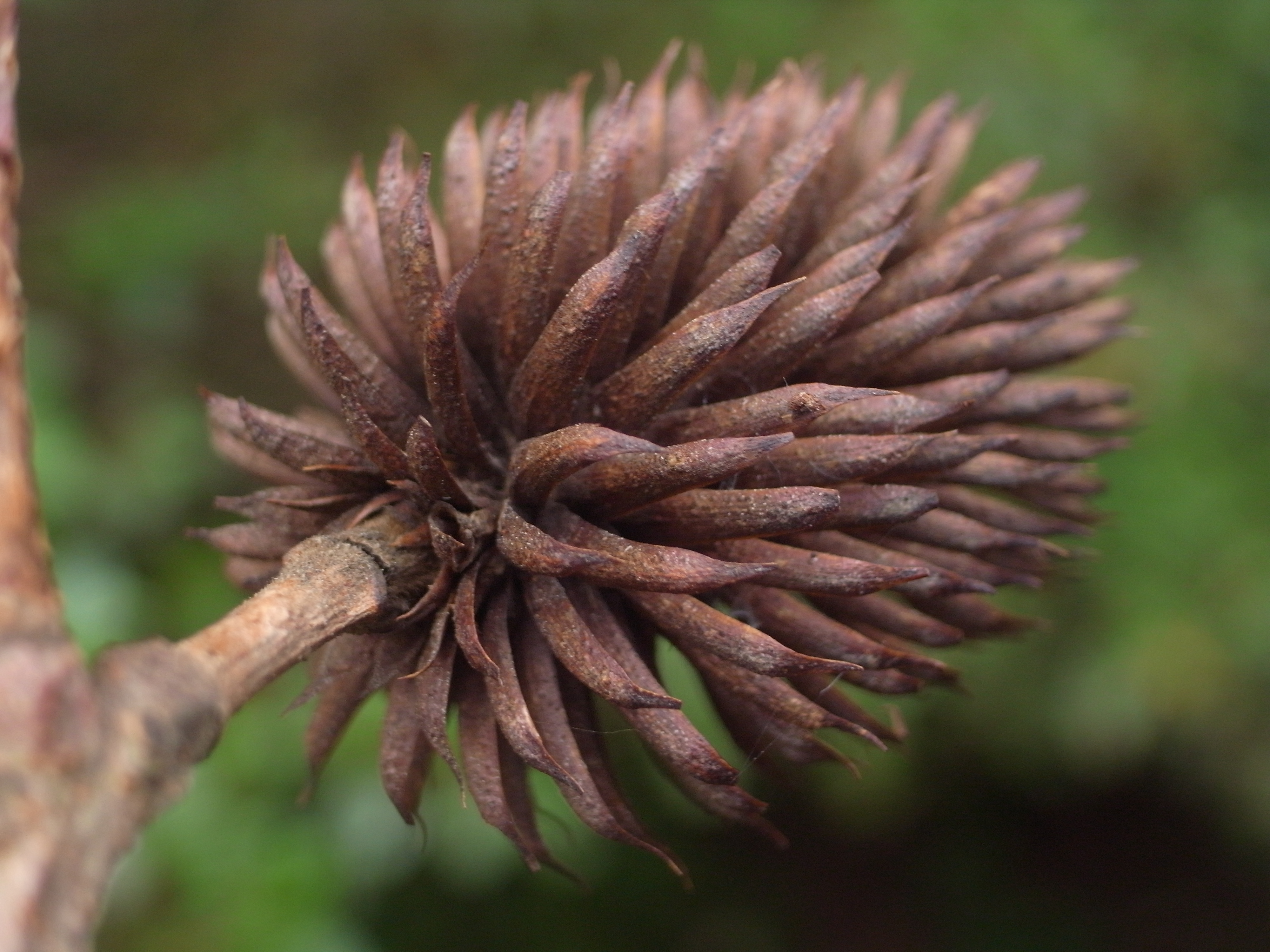
Šištice platykaryje (Platycarya strobilacea)
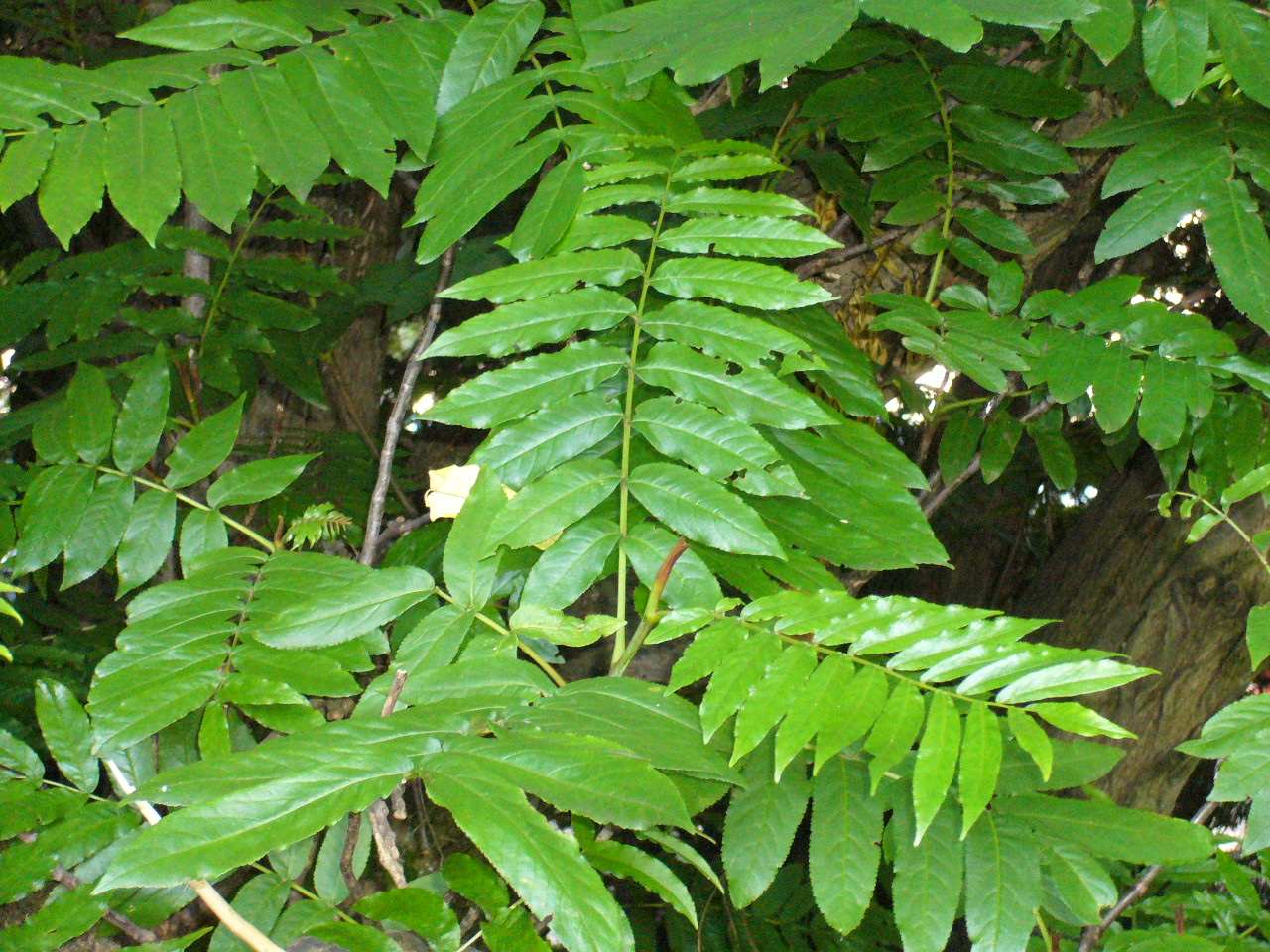
Listy lapiny jasanolisté (Pterocarya fraxinifolia)
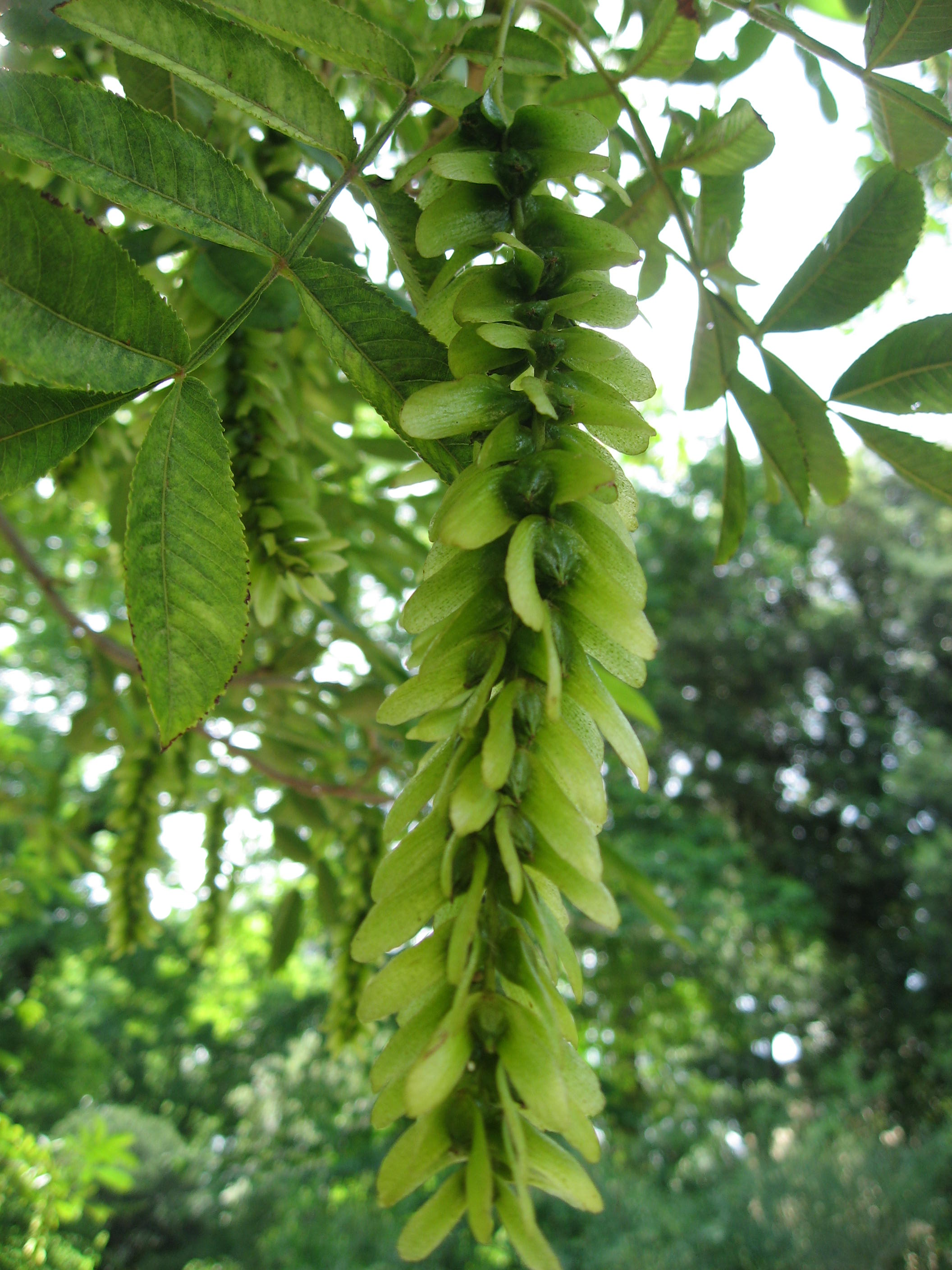
Okřídlené plody lapiny úzkokřídlé (Pterocarya stenoptera)
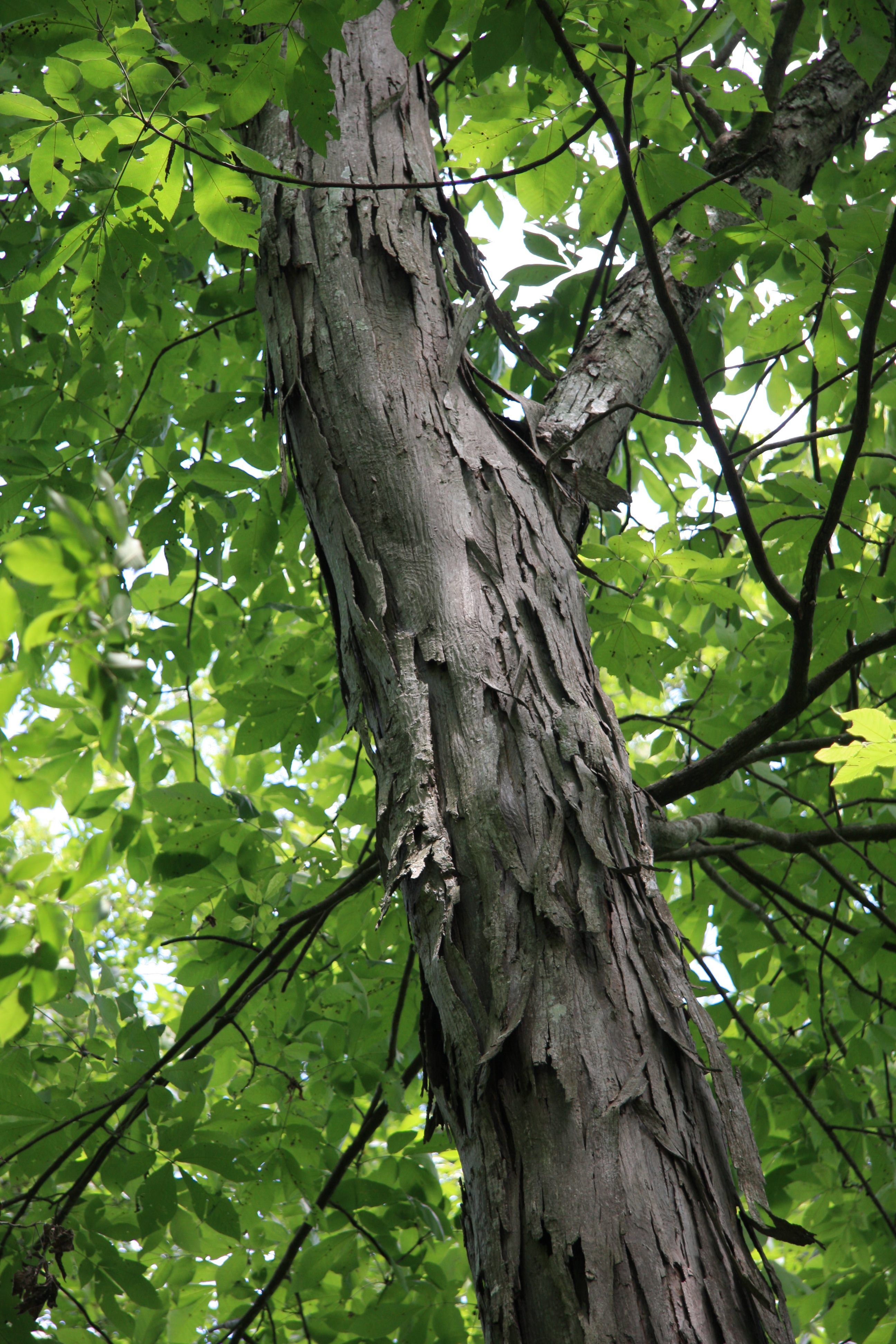
Kmen ořechovce vejčitého (Carya ovata)

## Ekologické interakce
Nenápadné květy ořešákovitých jsou opylovány nejčastěji větrem. Jádra plodů ořešáků a ořechovců bývají jedlá a výživná a jsou vyhledávána zvířaty, která semena rozšiřují. Okřídlené plody lapiny (Pterocarya), platykaryje (Platycarya) a dalších rodů jsou šířena větrem.

## Rozšíření
Čeleď obsahuje přes 60 druhů v 9 rodech. Je rozšířena především v mírných až subtropických oblastech severní polokoule. Některé druhy zasahují i do tropů, kde rostou nejčastěji v horách.
Největší rody jsou ořešák (Juglans, asi 21 druhů) a ořechovec (Carya, 14 druhů).
V původní evropské květeně je čeleď zastoupena jediným původním druhem, kterým je ořešák královský.

## Taxonomie
V Systému APG I byl rod Rhoiptelea, zastoupený jediným druhem vyskytujícím se ve Vietnamu, veden v samostatné čeledi Rhoipteleaceae. V pozdějších aktualizacích tohoto systému je rod Rhoiptelea součástí čeledi ořešákovité.

## Zástupci
- engelhardie (Engelhardia)
- lapina (Pterocarya)
- ořešák (Juglans)
- ořechovec (Carya)
- platykaryje (Platycarya)[7][8]

## Význam
Některé stromy, zejména ořešáky a ořechovce, poskytují cenné dřevo.
Pro jedlá jádra ořechů jsou na území Česka pěstovány některé druhy ořešáků, zejména ořešák královský (Juglans regia). Jedlé jsou také ořechy některých severoamerických ořechovců, zejména pekanové ořechy z ořechovce pekanového (Carya illinoinensis) a hikorové ořechy z ořechovce vejčitého (Carya ovata). Z plodů ořechovce Carya cathayensis se v západní Číně lisuje jedlý olej.
Zástupci některých rodů, zejména ořešák, ořechovec a lapina, jsou pěstovány v ČR jako okrasné dřeviny. Ve sbírkách arboret jsou vzácně zastoupeny i další rody, jako je platykaryje (Platycarya) a Cyclocarya.

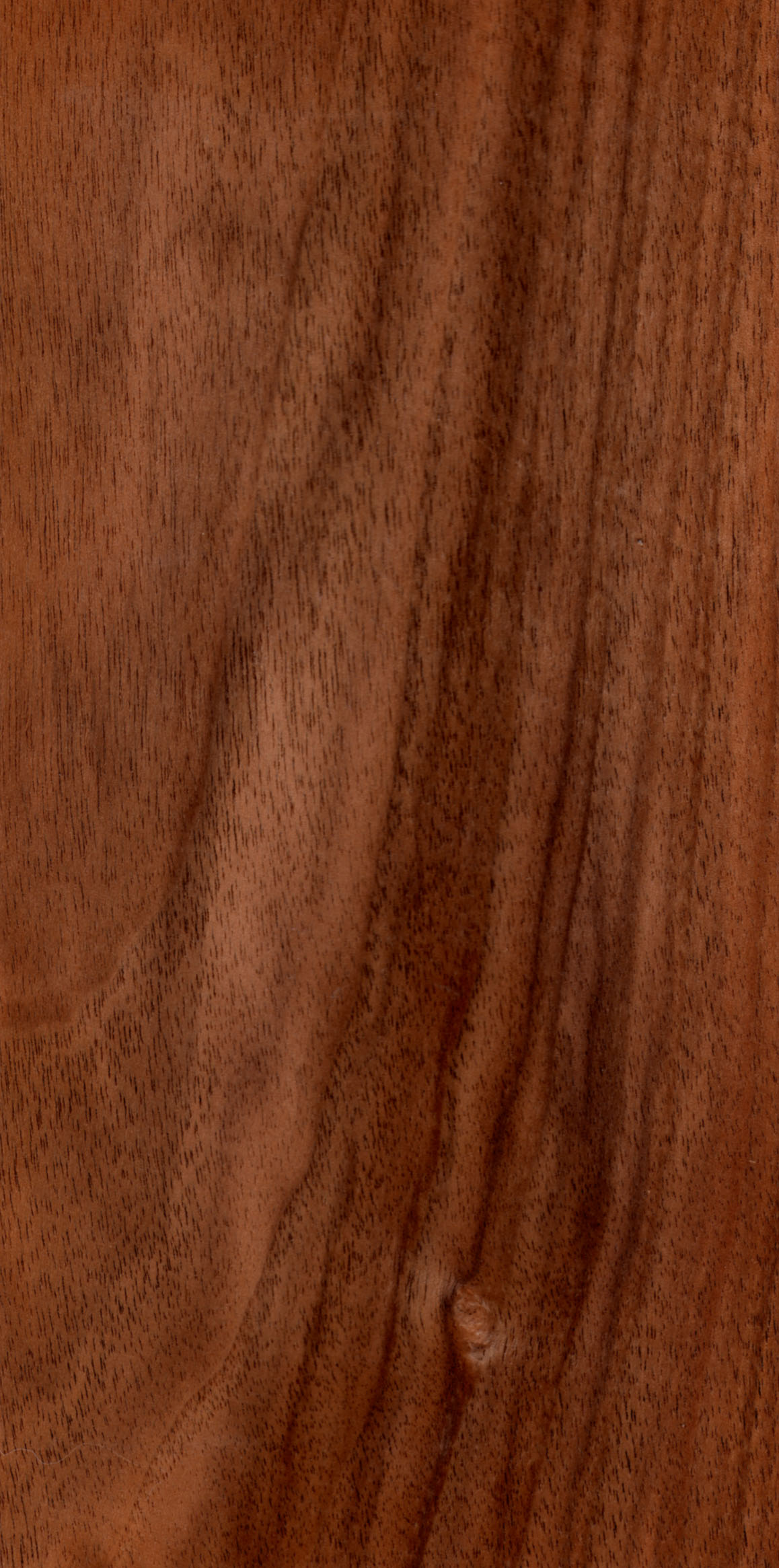
Dřevo ořešáku královského (Juglans regia)
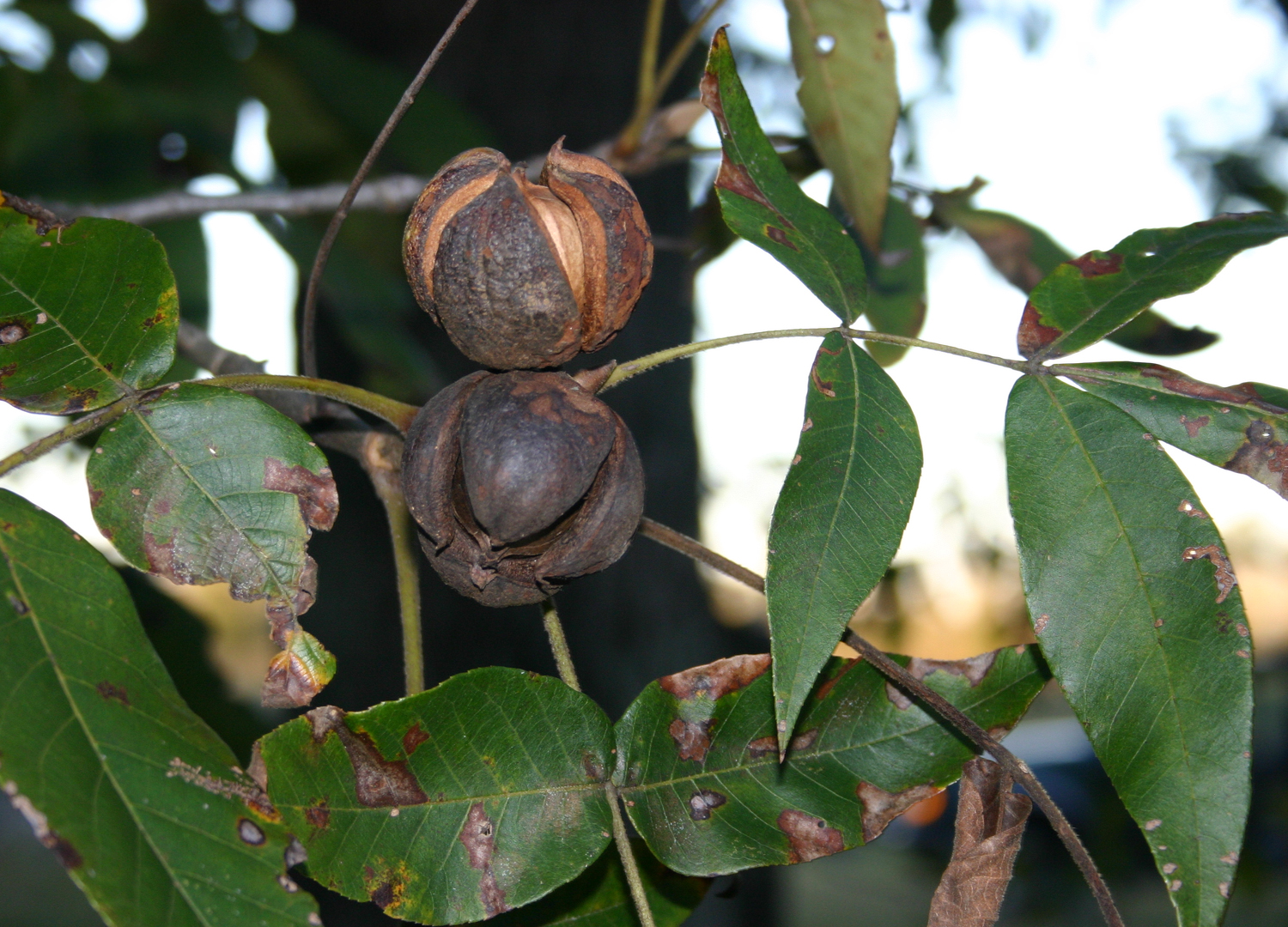
Hikorové ořechy, plody ořechovce Carya ovata
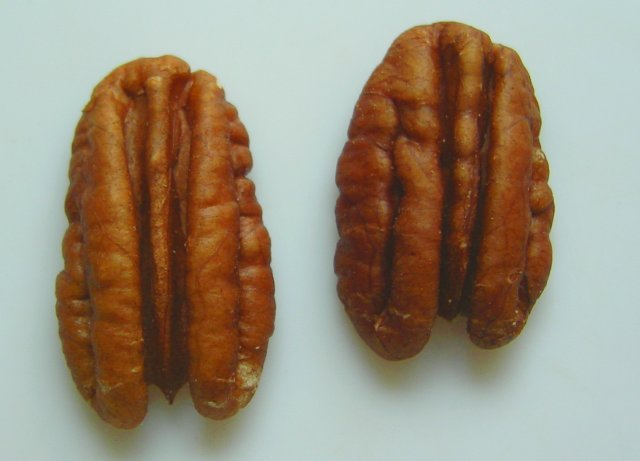
Pekanové ořechy
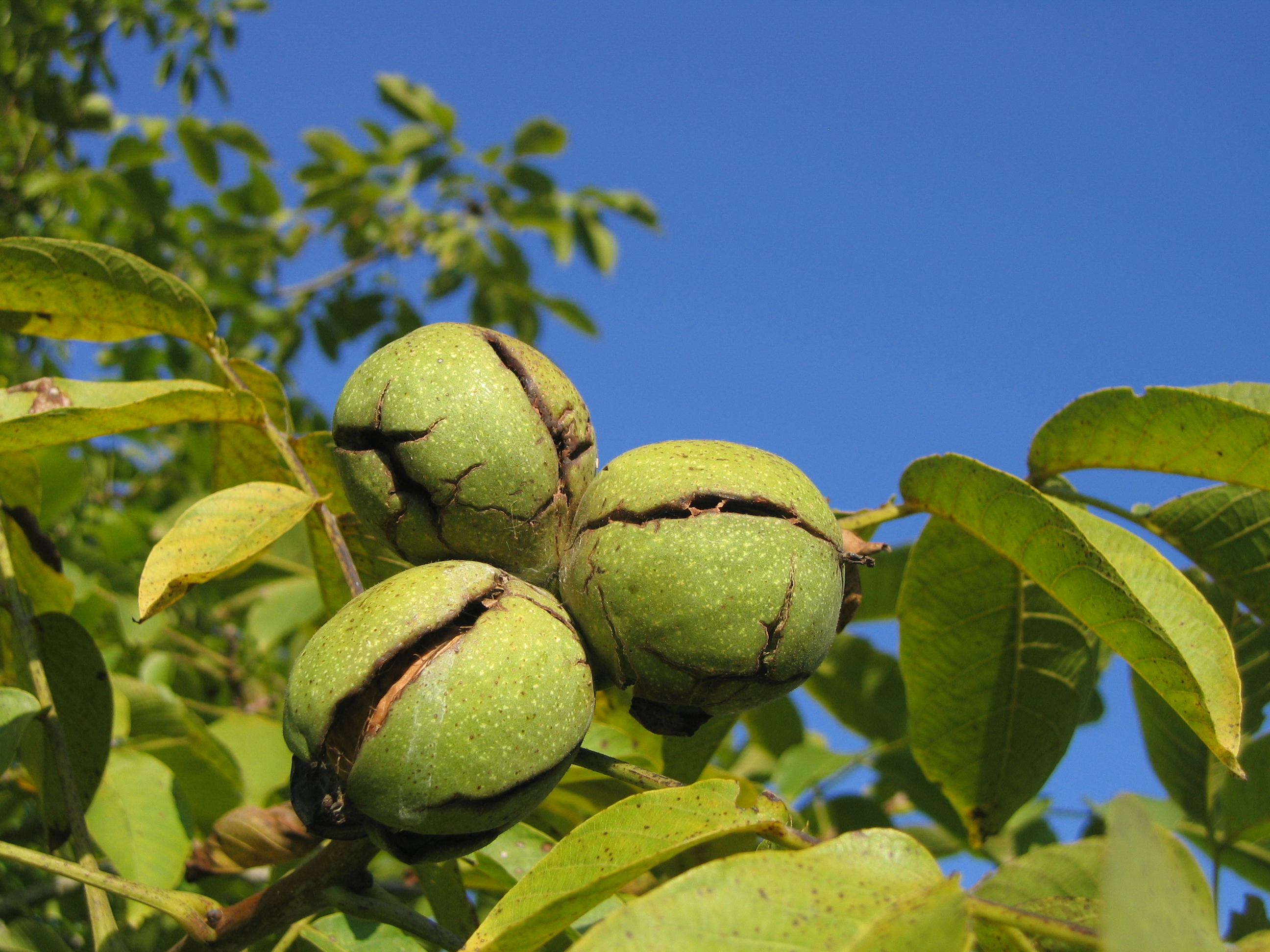
Ořechy ořešáku královského (Juglans regia)

## Přehled rodů
Alfaroa, Carya (včetně Annamocarya), Cyclocarya, Engelhardia, Juglans, Oreomunnea, Platycarya, Pterocarya, Rhoiptelea